# Nuovo Monselice Calcio
L'Associazione Sportiva Dilettantistica Nuovo Monselice Calcio, già Monselice Calcio 1926, conosciuta in passato anche come Monselicense, A.C. Monselice, Società Polisportiva Monselice e A.S. Monselice Calcio, è la principale società calcistica di Monselice in Provincia di Padova.
È una delle quattro squadre di Padova e provincia ad aver partecipato a campionati professionistici. Le altre società sono: il Padova, il Cittadella e il Montagnana.

## Storia

Formazione del Monselice nella stagione 1978-1979.

Fondata nel 1926 (anche se sarebbero recentemente emerse alcune testimonianze di una fondazione avvenuta nel 1920), nella sua storia può vantare 6 campionati di Serie D e 5 campionati di Serie C2. 
Il primo successo di rilievo è datato luglio 1952 grazie a due vittorie negli spareggi con Bottrighe e Contarina che valgono l'accesso in Promozione.
Dopo alcuni sali e scendi, nel 1975-1976 il Monselice vola in Serie D. Sono gli anni d'oro del calcio biancorosso. Il presidente è il Vittorio Brunello con allenatore Mauro Gatti.
Nel 1978 l'incredibile promozione in Serie C2. In questa categoria rimarrà fino al 1983.
Negli anni successivi la società euganea conoscerà un declino che la porterà fino alla Prima Categoria.
La risalita comincia nel 1993, con l'approdo in Promozione nello spareggio di Rovigo contro il Canaro, prosegue nel 1996 con la conquista dell'Eccellenza e si completa nel 1998 con lo straordinario spareggio di Sacile che valse la Serie D.
Da qui un ennesimo tracollo. Un disastroso declino fino alla Seconda Categoria. Nella stagione 2004-2005, vince il campionato di Seconda Categoria con zero sconfitte, 23 vittorie e 7 pareggi.
Nel 2007 si fonde con il Due Carrare salendo così in Promozione. Nel 2008 ottiene la promozione in Eccellenza.
Nel luglio 2012 la squadra non si iscrive al campionato di Eccellenza Veneto 2012-2013. Il club scompare dopo 86 anni e cinque campionati di Serie C2.
Nel maggio del 2014 il Monselice Calcio, grazie all'interesse di alcuni appassionati e dell'ex-capitano, Stefano Loverro, viene rifondato, ripartendo dal campionato di Terza Categoria.
Il 19 aprile 2015, nell'ultima giornata di campionato, davanti a un pubblico record di circa mille tifosi, nella trasferta di Conselve, il Monselice vince il campionato al termine di una pirotecnica partita terminata 3-3 ed è promosso in Seconda Categoria.
Il 26 marzo 2016, contro il Torreglia, vince matematicamente il proprio girone di Seconda Categoria con quattro giornate d'anticipo, ottenendo così la sua seconda promozione consecutiva.
Nella stagione 2019-2020 si appresta ad affrontare il campionato di Prima Categoria guidato ancora da Luca Simonato che, sedendosi sulla panchina biancorossa per la quinta stagione consecutiva, diventa l'allenatore monselicense più longevo di sempre. In questa stagione, il Nuovo Monselice sin dalle prime domeniche si attesta in vetta alla classifica, dove resta sino a metà febbraio 2020, in concomitanza con lo stop dei campionati per effetto dell’emergenza covid . 
Con 9 punti di vantaggio sulla seconda in classifica a otto giornate dal termine, il Nuovo Monselice Calcio viene promosso d’ufficio in Promozione.
Nella stagione 2022-2023 i ragazzi di Simonato giungono al quarto posto nel campionato di Promozione, guadagnandosi l'accesso ai playoff. Playoff che vengono vinti grazie alle vittorie con Scardovari e Villafranchese. A fine stagione, Simonato e il suo staff lasciano consensualmente la guida della squadra dopo ben 8 stagioni, lasciando spazio a Paolo Antonioli. A metà stagione, Antonioli viene sostituito da Nicola Cavazzana.

## Il Derby con il Padova

Formazione del Monselice prima della sfida contro il Padova nella stagione 1980-1981.

## Il Derby con il Padova[6]
| 1979-1980 | Serie C2-B           | Monselice - Padova | 1-1 | 0-0 |
| 1980-1981 | Serie C2-B           | Monselice - Padova | 0-0 | 0-4 |
| 1977-1978 | Coppa Italia Serie C | Padova - Monselice | 1-1 | 0-0 |
| 1978-1979 | Coppa Italia Serie C | Padova - Monselice | 0-0 | 1-2 |
| 1979-1980 | Coppa Italia Serie C | Monselice - Padova | 0-2 | 1-1 |
| 1981-1982 | Coppa Italia Serie C | Monselice - Padova | 0-1 | 0-1 |

| Padova - Monselice |    |
| Giocate            | 12 |
| Vittorie Padova    | 4  |
| Pareggi            | 7  |
| Vittorie Monselice | 1  |
| Gol Padova         | 12 |
| Gol Monselice      | 5  |

## Statistiche e record

### Partecipazione ai campionati
| Livello | Categoria      | Partecipazioni | Debutto   | Ultima stagione | Totale |
| ------- | -------------- | -------------- | --------- | --------------- | ------ |
| 4º      | Serie C2       | 5              | 1978-1979 | 1982-1983       | 7      |
| 4º      | Serie D        | 2              | 1976-1977 | 1977-1978       | 7      |
| 5º      | Interregionale | 3              | 1983-1984 | 1985-1986       | 4      |
| 5º      | CND            | 1              | 1998-1999 | 1998-1999       | 4      |

## Palmarès

### Competizioni nazionali
- Serie D: 1

1977-1978

### Competizioni regionali
- Promozione: 3

1975-1976 (girone A), 1995-1996 (girone C), 2007-2008 (girone C)
- Prima Categoria: 2

1992-1993 (girone E), 2019-2020 (girone E)
- Seconda Categoria: 4

1959-1960 (girone G), 1968-1969 (girone I), 2004-2005 (girone H), 2015-2016 (girone M)

### Competizioni provinciali
- Terza Categoria: 1

2014-2015 (girone D)